# جمعية المنتدى
المنتدى هو تجمع سياسي بحريني يتكون من أكاديميين وصحفيين ورجال أعمال لتعزيز الليبرالية في مملكة البحرين.
تأسس المنتدى في عام 2001 لتوفير مكان لليبراليين لمناقشة كيف يمكن مواجهة التحدي المتمثل في الهيمنة الدينية المتطرفة في الحياة السياسية والتي كانت نتيجة لعملية التحول الديمقراطي في البحرين. كان الإسلاميون الشيعة والسنة الأفضل تنظيما والأكثر شعبية وملئوا بسرعة الفضاء السياسي الجديد الذي فتحته الإصلاحات.
يعقد اجتماع المنتدى مرة في الشهر لمناقشة القضايا السياسية الأخيرة. يرأس المنتدى عادل فخرو نائب رئيس مجلس إدارة جريدة أخبار الخليج والكاتب والمتخصص في شئون جنوب آسيا وعبد الله المدني وأعضاء بارزين آخرين أمثال الصحفية سوسن الشاعر و أحمد جمعة رئيس جمعية ميثاق العمل الوطني.
يتمثل التحدي الرئيسي الذي يواجه الليبراليين البحرينيين هو قلة عددهم في حين أن الأحزاب الإسلامية مثل جمعية الأصالة الإسلامية و جمعية الوفاق الوطي الإسلامية هي منظمات جماهيرية. المنتدى الصغير حجما سعى لعقد اجتماعات لمعالجة القضايا التي تهم جزء متزايد من السكان. نظرا لعددهم القليل فلم يتحول تجمع المنتدى إلى جمعية سياسية ولكن يحاول استخدام الفضاء السياسي الجديد في المجتمع المدني للتأثير على الرأي والسياسة.
في المنطقة العربية يكن أفراد المجتمع احتراما كبيرا للشخصيات دينية بينما أساس تجمع المنتدى علماني ويهتم بتطلعات واهتمامات الليبراليين فقط. أدان المتحدث الرسمي للمنتدى قوى الظلام داخل مجلس النواب الذين يرغبون في تعزيز نفس فكر طالبان.
تقليديا فإن الليبراليين يتطلعون لحماية الحكومة لهم ومثال على حمايتهم في إطار سياسي جديد فقد قامت الحكومة بتعيين ستة عشر عضوا من الليبراليين في مجلس الشورى وهو أحد غرفتي المجلس الوطني لمواجهة هيمنة الإسلاميين في مجلس النواب. ومع ذلك فقد أعرب الليبراليين عن قلق أقوى بعد أن أشارت الحكومة أنها سوف تتجنب المواجهة مع نواب إسلاميين حول قضايا مثل بيع المشروبات الكحولية خلال شهر رمضان والحريات الشخصية الأخرى.
من بين المبادرات التي أطلقها المنتدى هي حملة لحماية الحريات الشخصية ولدينا الحق ومع المنظمات التابعة لها وجمعية شباب البحرين والجمعية الوطنية للفكر الليبرالي وجمعية البحرين النسائية والجمعية الوطنية الخيرية للعمل وجمعية منتدى المستقبل ونادي الخريجين. انتقد المنتدى المقترحات التشريعية التي طرحها النائب علي مطر لتطبيق الشريعة الإسلامية. قال عبد الله المدني لصحيفة غلف ديلي نيوز: "هل يمكن أن يتصور في أي وقت مضى من حياتكم أن شخصا في البحرين يمكن أن يقترح في أي وقت مضى قانون قطع الأيدي؟"
في مجلس النواب فإن المنتدى مقرب من الكتلة الاقتصادية وبحد أقل الكتلة الديمقراطية.
استجاب الإسلاميين للتحدي الذي يمثله تجمع المنتدى بتجاهله في البداية ومن ثم سعى إلى تصويره بأنه موالي للحكومة وموالية لأمريكا ونخبوي.